# ورشة العمل (مسرحية)
ورشة العمل مسرحية جرت في عام 2017 على مسرح اوف برودواي كتبها توري تاونسيند وأنتجها مسرح سوفت فوكس وأخرجها نود آدم . أبطال المسرحية: أوستين بنديلتون، و تيم بلات، وكيسر روسادو، وكلير سيبرز، ولوري ليزي تاونسيند، وكريستوفر ديلن وايت.

## الملخص
في الحرم الجامعي في مدينة نيويورك يقود بروفيسور وكاتب مسرحي سابق ورد ستين (بندلتون) أربعة طلاب خريجين في ورشة عمل في الكتابة.

## الاستقبال
استقبلت المسرحية بشكل إيجابي من قبل النقاد، صحيفة النيويورك تايمز وصفت العمل بأنه" حكاية هادفة وتتكلم عن الطموح والحسد والإلهام والاعتدال" من خلال تقييم الناقدة إليزابيث فينزينتيلي والتي قالت أيضًا "العرض يجب أن يتلقى صدى واسع من رواد المسرح". وقالت سارة هولدرين "اللهيب الذي يجمع بين الإحباط والبهجة يشعل المسرح". وأيضًا في صحيفة التايم أوت قالت هيلين شو:"يمكنك أن تقول أن توري تاونسند كان يعلم ما يفعل ... مسرحية تاونسند جيدة الأداء وأيضا مثيرة للسخرية.